# Мево-Модиим
Мево-Модиим (ивр. מבוא מודיעים‎) — религиозное общинное поселение, расположенное в центральной части Израиля, в 10 километрах западнее города Лод. Административно относится к региональному совету Хевель-Модиин.

## История
Поселение было основано как поселение Нахаль под именем «Мево Орон» в 1964 году с помощью молодёжного движения Эзра, и получило официальное признание 28 августа 1967 года.

## Население
По данным Центрального статистического бюро Израиля, население на начало 2020 года составляло 255 человек.